# Chyše
Chyše (in tedesco Chiesch) è una città della Repubblica Ceca facente parte del distretto di Karlovy Vary, nella regione omonima.

## Monumenti e luoghi d'interesse
- Castello di Chyše